# ぼくたちがとてもちいさかったころ
『ぼくたちがとてもちいさかったころ』（英：When We Were Very Young）は、A.A.ミルンが1924年に刊行した童謡集。ミルンが自身の息子である当時3歳のクリストファー・ロビン・ミルンのために作った童謡44編を集めたもので、ミルンのはじめての子供向けの著作である。日本では『クリストファー・ロビンのうた』として刊行されている。ミルンの第二童謡集『ぼくたちは六歳』（ Now We Are Six、日本語版は『クマのプーさんとぼく』）についても本項で扱う。

## 『ぼくたちがとてもちいさかったころ』
ミルンがはじめて意図的に作った子供向けの詩は、本書にも収録されている「ネムリネズミとおいしゃさん」で、作家ローズ・ファイルマンの求めで書かれたものであった。この詩は1923年に『回転木馬』誌に掲載されている。ただし本書の最後に収録されている「おやすみとおいのり」は1923年1月に『ヴァニティ・フェア』誌に掲載されたもので「ネムリネズミ」よりも古いが、これはもともと妻ダフネ・ミルンのために書かれたもので子供向けに書かれていたわけではない。
ミルンは「ネムリネズミ」の校正を済ませたあとすぐに本書の執筆に取り掛かり、翌年までに44編の童謡が成立した。1924年11月6日、イギリスのメシュエン社より刊行、アメリカではダットン社から2週間遅れで刊行されている。挿絵はのちの『クマのプーさん』（1926年）と同様E.H.シェパードが手がけた。収録作中にも、のちに「プー」となるクリストファー・ミルンのテディ・ベアが「テディ・ベア」という詩に登場するほか、「かいだんをはんぶんおりたところ」「おやすみとおいのり」の挿絵のなかにもこのテディベアが描かれている。またのちに「プー」の名を彼に譲ることになる白鳥の「プー」も、本書収録の「かがみ」という詩のなかに書かれており、この白鳥が「プー」の名を持つに至った経緯が本書序文に記されている。
この童謡集はR.L.スティーヴンソンの『子供の詩の園』以来の優れた著作とされており、発表当時「過去10年間でどの本にも類を見ない」（『デイリー・テレグラフ』紙、1925年11月）と言われるほど英米で大きな反響を起した。出版後、この本の人気にあやかろうとして、E.H.シェパードの挿絵をつけた本や、装丁を真似た本、収録詩にメロディをつけた本などの出版が相次いだ。アメリカでは1926年に『ぼくたちがかなりおおきくなったころ』（フェアファックス・ダウニー著）というパロディ本も刊行されている。

## 『ぼくたちは六歳』
『クマのプーさん』刊行後の1927年に、ミルンの第二童謡集『ぼくたちは六歳』が刊行された。6歳に成長したクリストファーのために作られた童謡35篇を集めたもので、この本では前年の『プーさん』の人気にあやかり、いくつかの詩に「プー」が登場するほか、シェパードの挿絵の中でも「プー」とその仲間たちが随所に顔を見せている。序文の中では、プーが友達のピグレットを探しているうちに、自分の本とは別のこの本に迷い込んでしまったという説明が、プーからの言葉として記されている。献辞はクリストファー・ミルンの幼馴染で、当時7歳のアン・ダーリントン（演劇批評家W.A.ダーリントンの娘）に宛てて書かれている。のちには『クリストファー・ロビンの世界』（The World Of Christopher Robin）のタイトルで、『ぼくたちがとてもちいさかったころ』との合本も刊行された。